# Jean-Jacques Waltz
|  | Per a altres significats, vegeu «Hansi (desambiguació)». |

Jean-Jacques Waltz (francès: Hansi)  (Colmar, 23 de febrer de 1873 - Colmar, 10 de juny de 1951) fou un conegut l'il·lustrador alsacià. El seu pare era bibliotecari municipal i encarregat del Museu Unterlinden. El 1894 marxà a Lió per a aprendre disseny industrial i arts decoratives, però el 1896 va agafar una pleuresia i tornà a Colmar. Allí va treballar com a dissenyador de maquinària, però es va fer famós per les seves caricatures antialemanyes a la Revue Alsacienne de Charles Spindler, i va contactar amb els nacionalistes alsacians com Émile Wetterlé, Daniel Blumenthal i Jacques Preiss. El 1908 va publicar Vogesenbilder però va patir durament la censura alemanya.
Durant la Primera Guerra Mundial es va enrolar en el 152è Regiment d'Infanteria de l'exèrcit francès, on va fer d'intèrpret. El 1920 va rebre la Legió d'Honor.
La seva popularitat va decaure després de la incorporació a França, ja que no va donar suport l'autonomisme alsacià, i va sobreviure del disseny de postals. Quan els nazis atacaren França el 1939 va marxar a Borgonya i d'ací a Agen. El 1941 uns homes de la Gestapo intentaren matar-lo, però aconseguí marxar a Lausana, Suïssa, on va viure de la pintura. Fins al 1946 no a tornar a Colmar.

## Obres
- Der Professor Knatschke (1908)
- Le voyage d'Erika en Alsace Française (1921)
- Die Hohkönigsburg im Wasgenwald und Ihre Einweihung (1908)
- L'Histoire d'Alsace Racontée aux Petits Enfants d'Alsace et de France par l'Oncle Hansi (1912)
- Mon Village, ceux qui n'oublient pas
- L'Alsace Heureuse
- Le Paradis Tricolore
- A travers les lignes ennemies
- L'Alsace
- Colmar en France
- Colmar, guide illustré des champs de bataille
- Les clochers dans les Vignes
- Au pied de la Montagne Ste Odile (1934)
- La fresque de Geispolsheim et autres balivernes (1935)
- La merveilleuse Histoire du bon Saint Florentin (1925)
- Les armes des villes et des communes 80 documents héraldiques dessinés et commentés par JJ Waltz
- Les armes des tribus et des corporations et emblèmes des artisans
- Les armes des nobles et des bourgeois
- Souvenir d'un annexé récalcitrant (1947)